# Der lange Weg des Lukas B. (Fernsehserie)
Der lange Weg des Lukas B. ist eine Fernsehserie. Die Adaption des gleichnamigen Jugendromans von Willi Fährmann wurde 1992 im ZDF als Weihnachtssechsteiler ausgestrahlt.

## Inhalt
Die Bienmanns sind eine Zimmerer-Familie. Doch in der Umgebung ihres kleinen Dorfes in Ostpreußen gibt es zum Ende des 19. Jahrhunderts nicht mehr genug Arbeit, um sie und die Familien ihrer Mitarbeiter zu ernähren. So entscheidet sich Lukas’ Großvater dazu, mit seiner Mannschaft für einige Jahre nach Amerika zu gehen, um dort das große Geld zu verdienen.
Als Lukas Otto von Lebrecht bei einem Mord beobachtet und sein Vater fälschlicherweise dieses Verbrechens beschuldigt wird, entscheidet sich Lukas, mit nach Amerika zu gehen.
Für den Dorflehrer, einen Revolutionär, scheint Amerika die Rettung vor der preußischen Justiz zu sein. So begleitet er die Zimmerleute. Als blinder Passagier gesellt sich noch Mathilde Bienmann hinzu, die in den Lehrer verliebt ist.
Bereits auf dem Schiff findet Lukas erste Spuren seines Vaters, eine unvollendete Galionsfigur. Die Zimmerleute reparieren nach einem Sturm alles, was auf dem Schiff zu Bruch gegangen ist, und Lukas schnitzt mit der Hilfe des Großvaters den Neptun für den Bug fertig. Im Gegenzug für Schnaps erhält er vom Segelmacher Geschichten über seinen Vater.
In Amerika reisen die Bienmanns quer durchs Land, bauen Kirchen, Wohnhäuser und Brücken. Zwei der Zimmerleute aus dem Dorf sterben dabei. Immer wieder kreuzen die Spuren seines Vaters Lukas’ Weg.

## Auszeichnungen
1994 gab es für die Serie Gemini Award-Nominierungen für Allan King (Regie) und John Welsman (Musik).

## DVDs
Die Fernsehserie erschien erstmals am 18. November 2022 auf DVD.